# Grüna (Jüterbog)
Grüna ist ein Ortsteil der brandenburgischen Kleinstadt Jüterbog in Deutschland.

## Lage
Der Ort liegt etwa vier Kilometer nördlich von Jüterbog in der Nuthe-Niederung. Westlich liegt der weitere Ortsteil Kloster Zinna, südlich das Stadtzentrum, südöstlich der Ortsteil Neuheim. Nordwestlich grenzt das Naturschutzgebiet Forst Zinna-Jüterbog-Keilberg an.
Die Wohnbebauung konzentriert sich um das Rundangerdorf, während die übrigen Flächen überwiegend landwirtschaftlich genutzt werden. Überschüssiges Wasser wird dabei über den Graben 2 Grüna entwässert. Der Meliorationsgraben führt im Norden, Süden und Osten ringförmig um den Ortskern herum. Nach Norden besteht ein Abfluss in den Neuheimer Graben, der schließlich in die Nuthe entwässert.

## Geschichte

### 12. bis 16. Jahrhundert
Grüna ist wahrscheinlich im letzten Drittel des 12. Jahrhunderts entstanden. Er gehörte von um 1170/1171 zur Erstausstattung des Klosters Zinna, welches östlich des Dorfes liegt. Das Gebiet war schon wesentlich früher besiedelt; beim Bau einer Eisenbahnstrecke wurde südwestlich des Dorfes ein eisenzeitliches Gräberfeld entdeckt. Hinzu kam ein stark verschliffener slawischer Ringwall mit einem Durchmesser von 50 bis 60 Meter, der rund 0,4 km westsüdwestlich vom Kloster Zinna an der südwestlichen Ecke des Stadtgrabens in den Nuthewiesen freigelegt wurde. Der Wall war noch rund 0,50 m hoch; dort konnten altslawische Funde sichergestellt werden. Die erste urkundliche Erwähnung fand im Jahr 1411 statt, als ein Dorfschulze von Grunow in Jüterbog erwähnt wurde. Im Dorf lebten im Jahr 1413 insgesamt 35 Einwohner, darunter der Dorfschulze, ein Krüger und bereits ein Schmied, als sie von brandenburgischen Adligen beraubt wurden. Sie stahlen 41 Pferde, 230 Rinder, 672 Schafe, 132 Schweine, vier Ziegen und zwei Fohlen. Der Schaden betrug laut den Akten insgesamt 330 Schock böhmische Groschen. Nur vier Jahre später kam es erneut zu einem Raubüberfall. Dieses Mal waren 30 Einwohner betroffen, denen erneut 18 Pferde, eine Kuh, 573 Schafe, sieben Fohlen und 27 „Haupt Kleinvieh“ geraubt wurden. Der Schaden betrug dieses Mal 96 Schock böhmische Groschen. Im Jahr 1420 wurde lediglich von einem Dorf (villa) berichtet.
Sechzig Jahre später erschien im Jahr 1480 ein Eintrag im Landbuch der Abtei und des Klosters Zinna über das Dorf. Es war zu dieser Zeit 34 Hufen groß, davon besaß der Schulze zwei Dorfhufen zum Lehngut, eine Dorfhufe sowie zwei Heidehufen und eine neue Hufe. Es gab weiterhin sechs Dreidorfhufner. Einer von ihnen besaß zwei Heidehufen, drei besaßen je eine neue Hufe. Von den sechs Zweidorfhufnern war einer der Krüger, der zwei Dorf-, zwei Heide- und eine neue Hufe besaß. Ein Hufner besaß zwei Hufen und zwei Heidehufen. Es gab weiterhin 23 Kossäten, die alle Abgaben von ihren Äckern und Wiesen leisteten. Jeder von ihnen besaß ein Morgen Wiesenwachs von der „Clauswiese“. Ein Kossät war als Koch im Kloster beschäftigt, ein weiterer besaß zwei Morgen Acker. Drei andere Kossäten lebten als Hirten im Kloster; ein Hof lag wüst und gehörte dem Dorfschulzen. Der Kämmerer des Klosters besaß 13 Hufen, der Pfarrer lediglich eine Hufe. Von den zwölf Heidehufen standen zwei der Kirche zu. Weitere 30 Morgen aus Mehlsdorf wurden von einem Bauern namens Marckert bewirtschaftet. Er bezahlte hierfür 3 Scheffel Roggen und 2 Scheffel Hafer als Abgaben. Das Dorf gehörte bis zu dessen Auflösung 1533 zum Kloster Zinna, danach zum Erzstift Magdeburg. Im Jahr 1534 betrugen die Abgaben insgesamt 38 Rheinische Gulden (fl) 18 gr. zum 50. Pfenning. Bei einer Visitation der Kirchen und Klöster im Erzstift Magdeburg im Jahr 1562 wurden im Dorf 36 Hauswirte festgestellt. Dem Pfarrer stand nach wie vor eine Hufe zu. Er bekam außerdem den Kornzehnten auf der Mark Grünau sowie einen Garten, der jedoch als Friedhof diente. Die Kirche besaß „ein Stück Land“ sowie ein weiteres Stück Land „bei dem Berkholz“.
Für das Jahr 1586 lebten ausweislich des Erbbuches des Amtes Zinna im Dorf der Schulze mit zwei Dorfhufen zum Lehngut, ein Dorfhufe mit zwei Heidehufen und einer neuen Hufe, sechs Dreidorfhufner (einer mit zwei Heidehufen, drei haben je eine neue Hufe) sowie sechs Zweidorfhufnern. Einer von ihnen war auch der Krüger, der zwei Dorf-, zwei Heide und eine neue Hufe besaß. Ein Bewohner besaß zusätzlich ein Stück Heideacker, ein anderer zwei Dorf- und eine neue Hufe. Ein vierter Bewohner besaß zwei Dorf- und Heidehufen, ein weiterer ebenfalls ein Stück Heideacker und der sechste Hufner besaß zwei Dorfhufen und eine neue Hufe. In Grüna lebten weiterhin 23 Kossäten, darunter auch die Witwe des mittlerweile verstorbenen Kochs. Ihr Besitz sollte nach ihrem Tod an das Kloster fallen. Bei einer Kirchen-, Schul- und Hospitalien-Visitation im Erzstift Magdeburg im Jahr 1584 wurde im Dorf 36 Hauswirte festgestellt.

### 17. Jahrhundert
Um 1600 lebten im Dorf ausweislich eines „Vortzeichnüß der Ämbter, Clöster, Gerichtsjunkern unnd Dorfer im Erzstift Magdeburg“ insgesamt 38 Hauswirte; 1609 waren es der Dorfschulze, 12 Hufner und 25 Kossäten. Im Dreißigjährigen Krieg brannte der Ort 1642 nieder und wurde vollständig wüst, lediglich vier Hufner und vier Kossäten überlebten und erschienen in einer Statistik als „sind aber arme Leute“. Im Frieden zählte Grüna 39 besessene Mann: einen Lehnmann, 12 Hufner, 25 Kossäten und ein Häusler. Der Dorfschulze besaß ein Haus mit Hof, zwei Lehnhufen, eine Dorfhufe sowie eine neue und zwei Heidehufen. Drei Bewohner besaßen ein Haus mit Hof sowie fünf Erbhufen. Von diesen dreien besaß einer ein Dorf- und zwei Heidehufen, einer besaß zwei Dorfhufen, eine neue und zwei Heidehufen sowie den Braukrug. Dieser beinhaltete das Recht, 14 Mal im Jahr zu brauen. Die dritte Person besaß zwei Dorfhufen, zwei Heidehufen und eine neue Hufe. Fünf Personen besaßen ein Haus mit Hof sowie vier Erhufen. Von diesen hatten zwei Personen je drei Dorfhufen und eine neue Hufe. Die dritte Person besaß drei Dorf- und eine Erbhufe, während die beiden weiteren Personen je zwei Dorf- und zwei Heidehufen besaßen. Drei Personen besaßen Haus und Hof sowie drei Erbhufen. Einer von ihnen besaß zwei Dorf- und eine neue Hufe, einer zwei Erbhufen und ein „Fleck Land in der Heide zu ungefähr einer Hufe“ und die dritte Person ein Haus mit Garten, vier „Endichen Land in der alten Röhte und ein Endichen hinterm Berkholz“. Eine weitere Person besaß ein Haus mit Garten sowie vier Endichen Land, davon zwei in der alten Röthe, eine hinterm Berkholz und eine „in der Kohle“. Eine Person besaß ein Haus mit Garten sowie drei Endichen Land, von denen zwei in den Kohlen und eines im Berkholz lag. Weitere 20 Personen mit Haus und Garten besaßen zwei Endlichen Land, darunter 17 jeweils eine Einheit hinterm Berkholz und eine in den Kohlen. Eine Person besaß ein Haus und sieben Enden Land in den Kohlen; eine ein Häuslein „und nichts dabei“, bei einer Person fehlen die Angaben. Grüna war zu dieser Zeit weiterhin 34 Hufen groß, darunter zwei Lehnhufen, eine Pfarrhufe, zwölf Heidehufen und sieben neue Hufen, von denen zwei der Kirche gehören. Die Gemeinde besaß eine Wiese mit einer Fläche von einem Morgen, die bei der Lindenbergschen Mühle lag. Eine weitere Statistik stellte der „Anschlag des Churfürstlichen Brandenburgischen Ambts Zinna incl. Scharfenbrück und Gotto“ aus dem Jahr 1684 dar. Demzufolge gab es im Ort 40 Güter, den Lehnschulzen, zwölf Hufner, 25 Kossäten und zwei Häusler. Zwei Jahre später erschien im „Catastrum des Luckenwaldischen Creyses“ eine ausführliche Darstellung der Bewohner einschließlich der Mengen, die sie auf ihren Feldern aussäen konnten. Es gab demnach 13 Hufner und elf Kossäten. Dem Schulzen standen drei gute und zwei Sandhufen zur Verfügung, auf denen er 49 1⁄2 Scheffel Aussaat auf den guten und 6 Scheffel auf den Sandhufen ausbringen konnte. Er besaß eine Wohnung, hatte das Recht, Vieh zu halten und Schafe zu hüten. Diese Rechte standen auch allen anderen Hufnern zu; alle brachten ein Fuder Heu ein. Einem Hufner besaß drei Dorf und zwei Sandhufen mit 40 1⁄2 Scheffel Aussaat auf den Dorfhufen und 6 Scheffel auf den Sandhufen. Ein Hufner besaß drei Dorf- und eine Sandhufe und brachte es auf 41 1⁄4 Scheffel Aussaat auf den Dorfhufen sowie 2 Scheffel auf den Sandhufen. Gleiches galt für einen weiteren Hufner mit zwei guten und einer Sandhufe, auf die er 28 Scheffel Aussaat auf der guten und zwei Scheffel aus der Sandhufe ausbrachte. Zwei weitere Hufner besaßen je drei Dorf und eine Sandhufe zu 41 Scheffel Aussaat auf den Dorf- und zwei Scheffel auf der Sandhufe. Ein Hufner besaß zwei Hufen, auf denen er 28 Scheffel ausbrachte. Der Krüger besaß zwei gute und drei Sandhufen, auf die er 28 bzw. zwei Scheffel ausbrachte. Ein anderer Hufner besaß zwei Dorf- und eine Sandhufe mit 27 Scheffel Aussaat auf der Dorfhufe. Die Aussaat auf den Sandhufen war nicht bekannt; ein anderer Hufner mit zwei Dorf- und drei Sandhufen kam auf 43 bzw. zwei Scheffel Aussaat. Ein Hufner mit je zwei Dorf- und zwei Sandhufen brachte 27 Scheffel auf den Dorf- und zwei Scheffel auf den Sandhufen aus, während ein anderer Hufner lediglich drei Dorfhufe besaß, auf denen er 37 Scheffel ausbrachte. Einen gleich großen Acker besaß auch ein weiterer Hufner, der lediglich 28 Scheffel aussäen konnte. Ein Kossät mit gleichen Rechten brachte drei Scheffel Roggen aus und erntete 1⁄2 Fuder Heu, während ein anderer Kossät auf lediglich 1⁄4 Scheffel Aussaat und ebenfalls ein Fuder Heu kam. Neun weitere Kossäten kamen auf je zwei Scheffel Aussat und ein Fuder Heu. Darüber hinaus gab es 14 wüste Kossätenhöfe, die von den bewohnten Höfen mitgenutzt wurden. Dort gab es 33 gute und 15 Sandhufe.

### 18. Jahrhundert
Der Generalpachtanschlag vom Amt Zinna aus dem Jahr 1727 nannte für Grüna den Lehnschulzen, zwölf Hufner, 25 Kossäten und einen Schmied. Aus dem Folgejahr ist eine Aussaatliste überliefert, nach der 13 Bauern insgesamt 52 Hufen bewirtschaften und dort 22 Wispel 19 Scheffel 4 Metzen Aussaat ausbrachten; die Kossäten 2 Wispel 2 Scheffel Aussaat. Im Jahr 1738 gab es ausweislich einer Prästationstabelle des Amtes Zinna im Dorf einen Sechshufner (den Dorfschulzen), drei Fünfhufner (darunter den Braukrüger), fünf Vierhufner, drei Dreihufner, einen Zweifhufner, 26 Kossäten und drei Büdner (darunter den Schmied), während die „Spezifikation der Dörfer und Städte der Kurmark von 1745“ lediglich von 13 Hufnern, 26 Kossäten und zwei Büdnern sprach. Im Jahr 1749 lebten auf 52 Hufen insgesamt 13 Vollspänner, 25 Kossäten und 8 Häusler. Ein weiterer Generalpachtanschlag des Amtes Zinna aus den Jahren 1749/1755 berichtete von 13 Hufnern, darunter ein Sechshufner (der Lehnschulze), drei Fünfhufner (darunter der Braukrüger), fünf Vierhufner, drei Dreihufner und ein Zweihufner. Es gab nach wie vor 26 Kossäten und mittlerweile acht Büdner, darunter ein Musketier. Im Dorf lebten weiterhin der Schmied, drei Paare und sechs einzelne Einlieger. Sie bewirtschafteten 50 Morgen Wiese, 24 Morgen 90 Quadratruten (QR) neue Wiese. Die Familienstandstabellen der Amtsdörfer und Stadt Luckenwalde aus dem Jahr 1772 führen für den Ort 13 Hufner, 25 Kossäten und 11 Büdner aus. Es gab 45 Männer und 49 Frauen sowie 5 alte Männer und 14 Frauen. Sie hatten 22 Söhne, die älter als 10 Jahre und 38 Söhne, die jünger als 10 Jahre waren. Außerdem hatten sie 20 Töchter, die älter als 10 Jahre und 27 Töchter, die jünger als 10 Jahre waren. Im Dort lebten weiterhin 12 Knechte und 7 Mägde sowie als Einlieger 4 Männer, 9 Frauen, 3 Söhne und 6 Töchter. Die Bezeichnung „Grüna“ erschien erstmals im Jahr 1775. Die „Historischen Tabellen der Kurmark 1789/1791“ führten für das Jahr 1791 im Dorf 13 Bauern, 25 Kossäten, 12 Büdner, 7 Hausleute oder Büdner und eine Schmiede auf. Sie betrieben 55 Feuerstellen (=Haushalte).

### 19. Jahrhundert

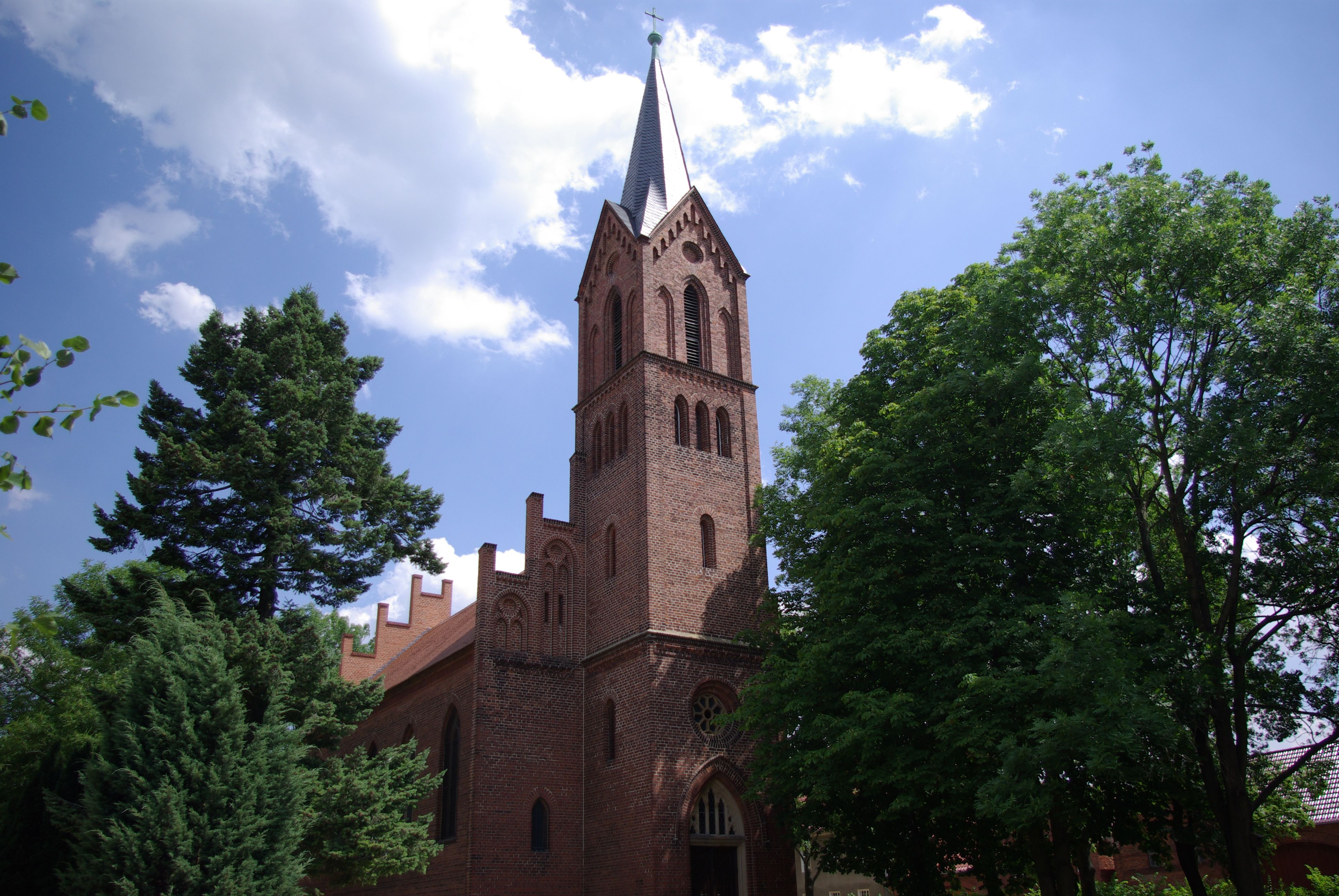
Dorfkirche Grüna

Im Jahr 1801 gab es nach Bratring im Dorf den Lehnschulzen, elf Ganzbauern, zwei Halbbauern, 25 Ganzkossäten, zehn Büdner und einen Einlieger. Die Gemarkung war 52 Bauernhufen groß und besaß eine Schmiede und einen Krug sowie ein Nebenzollamt der Stadt Luckenwalde. In Grüna wurden zu dieser Zeit nur noch 54 Feuerstellen betrieben. Im Jahr 1812 brachten die Bauern auf 571 Mg 80 QR insgesamt 26 Wispel 18 Scheffel 18 Metzen Aussaat aus. Ein Jahr später erschienen in einer Statistik 54 Hauseigentümer. Es gab ein gemeinsam genutztes Hirtenhaus, ein Schul- und Küsterhaus sowie den Lehnschulzen, zwölf Bauern, zwei Halbbauern, 24 Kossäten und elf Büdner. Im Jahre 1816 kam der Ort zum Kreis Jüterbog-Luckenwalde. Neben der Schmiede kamen im Laufe der Jahre weitere Gewerke hinzu: 1818 gab es neben dem Gast- und Schankwirt und dem Schmied erstmals einen Branntweinbrenner, zwei Ölschläger, einen Grützmüller und einen Schneider. Im Jahr 1837 erschien erstmals ein Schneidermeister, zwei Zimmerleute, ein Grobschmiedemeister sowie ein Webstuhl, auf dem Baumwolle verarbeitet wurde. Ein anderer Webstuhl auf Leinwand wurde nebenberuflich genutzt. Es gab einen Schankwirt sowie 16 männliche und 10 weibliche Dienstboten sowie 52 Wohnhäuser. Aus dem Jahr 1840 waren ein Schmied, vier Weber (jeder mit einem Stuhl), ein Grützmacher und ein Schneider im Ort ansässig. Grüna bestand im Jahr 1858 aus fünf öffentlichen sowie 57 Wohn- und 123 Wirtschaftsgebäuden. Die Gemarkung war 2088 Morgen groß und bestand zu 60 Morgen aus Gehöften, 30 Morgen Gartenland, 1668 Morgen Acker, 100 Morgen Wiese, 80 Morgen Weide und 110 Morgen Wald, einschließlich eines Flurstücks, das als „Hauschteckslust“ bezeichnet wurde. Dieser Teil Grünas wurde in den Jahren 1860 und 1871 als Wohnplatz geführt; ebenso im Jahr 1885 gemeinsam mit dem weiteren Wohnplatz Ziegelei. Im Jahre 1870 brannte der Ort erneut fast vollständig nieder. In den Jahren 1873 bis 1874 entstand eine Dorfkirche. Im Jahr 1891 bestand Grüna aus dem Kirchdorf mit Bahnhof und Ziegelei; 1895 mit den Wohnplätzen Hauschteckslust und Ziegelei. Ein Jahr später wurden 35,3 Hektar der Gemeindefläche an den Gutsbezirk Jüterbog Schießplatz abgetreten.

### 20. und 21. Jahrhundert

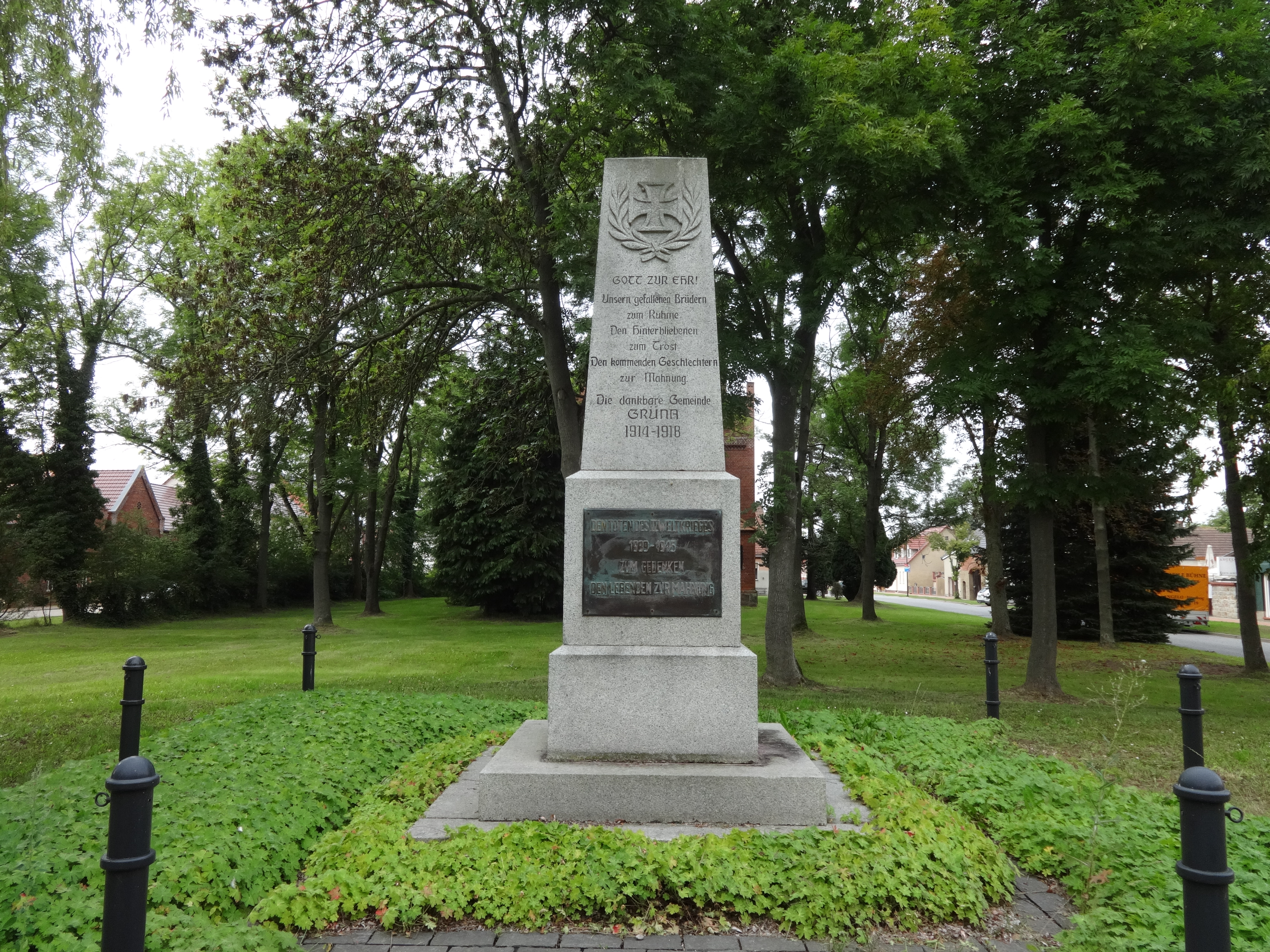
Weltkriegsdenkmal

Aus dem Viehstands- und Obstbaumlexikon ist bekannt, dass im Jahr 1900 im Dorf 82 Häuser standen. Die Gemarkung war mittlerweile 947,5 Hektar groß. Um 1900 erhielt Grüna einen Anschluss an die Anhalter Bahn mit einem Bahnhof. Im Jahr 1905 bestand das Dorf mit den Wohnplätzen Hauschtecksluft und Ziegelei, musste aber 1929 einen Teil der Gemarkung an den Gutsbezirk Zinna Forst abgeben, so dass Grüna im Jahr 1931 als Landgemeinde mit den Wohnplätzen Darre Bischofspfuhl, Forsthaus Bischofspfuhl, Hauschteckslust und Ziegelei nur noch 937,8 Hektar groß war. Das Gemeindelexikon aus dem Jahr 1932 führt für das Jahr 1931 insgesamt 92 Wohnhäuser mit 121 Haushaltungen auf. Im Jahr 1939 gab es im Dorf zwölf land- und forstwirtschaftliche Betriebe, die zwischen 20 und 100 Hektar groß waren, sechs Betriebe zwischen 10 und 20 Hektar, zehn Betriebe zwischen 5 und 10 Hektar sowie 38 Betriebe zwischen 0,5 und 5 Hektar. In diesem Jahr erschien der Wohnplatz Luckenwalder Chaussee.
Nach dem Zweiten Weltkrieg wurden 92,5 Hektar enteignet, darunter 82,9 Hektar Acker, 6,9 Hektar Wiese und Weide sowie 1,6 Hektar Wald. Davon erhielten drei landlose Bauern und Landarbeiter insgesamt 7,7 Hektar. 57,7 Hektar gingen an 27 landarme Bauern, 17,2 Hektar an zwei Umsiedler, 5,6 Hektar auf 14 nichtlandwirtschaftliche Arbeiter und Angestellte, 0,3 Hektar an die Schule sowie 2,9 Hektar an die Vereinigung der gegenseitigen Bauernhilfe (VdgB). Nach der Gemeindegebietsreform im Jahr 1950 bestand das Dorf mit den Wohnplätzen Ausbau und Hauschteckslust; 1957 mit dem Wohnplatz Ausbau. Im Jahr 1953 gründete sich eine LPG vom Typ III mit zunächst nur vier Mitgliedern, die 1957 an die LPG Typ I Neuheim angeschlossen wurde. Drei Jahre später gründete sich eine weitere LPG Typ III mit 84 Mitgliedern und 568 Hektar Nutzfläche. Sie wurde im Jahr 1975 an die LPG Typ III Neuhof bei Zinna und 1976 an die LPG Typ III Werder angeschlossen. Die erste LPG mit mittlerweile 27 Mitgliedern und 113 Hektar Fläche wurde im Jahr 1961 an die LPG Typ III angeschlossen. Im Jahr 1968 wurden die Flurstücke 247 bis 249 und 261 von Hauschteckslust nach Jüterbog umgemeindet. Im Jahr 1983 bestand die LPG Jüterbog mit dem Betriebsteil IV Grüna, die LPG mit der Abteilung Neuhof und Abteilung Werder sowie die Revierförsterei.
Am 31. Dezember 1997 wurde Grüna in die Stadt Jüterbog eingegliedert.

## Bevölkerungsentwicklung
| Jahr      | 1772 | 1791 | 1801 | 1817 | 1837 | 1858 | 1871 | 1885                 | 1895      | 1905      | 1925 | 1939 | 1946 | 1964 | 1971 | 1981 |
| Einwohner | 241  | 293  | 292  | 291  | 326  | 370  | 404  | 436 und 2 (Ziegelei) | 422 und 7 | 447 und 6 | 461  | 485  | 662  | 444  | 414  | 365  |

## Kultur und Sehenswürdigkeiten
Die neogotische Dorfkirche Grüna wurde von 1873 bis 1874 errichtet. Die alte Dorfkirche war bei dem Brand 1870 zerstört worden. Die Kirche wurde im neugotischen Stil errichtet. Die Ausstattung im Innern ist aus der Bauzeit und im Wesentlichen erhalten. In den Jahren 1960 bis 1963 erfolgte eine Renovierung. Die Kirche steht unter Denkmalschutz. In seinem Innenraum befindet sich eine schlichte bauzeitliche Kirchenausstattung.
In der Hauptstraße 8 steht ein Gehöft, es wurde nach dem Brand 1870 errichtet. Das Gehöft ist vollständig erhalten und ein Beispiel für die Vierseitgehöfte die den Ort prägten. Das Dorf liegt an einer Strecke des Flaeming-Skate.

## Verkehr
Über die nach Osten verlaufende Bahnhofstraße besteht in Kloster Zinna eine Verbindung zur Bundesstraße 101. Durch die Gemarkung führt in Nord-Süd-Richtung die Bahnstrecke Berlin–Halle, wo es bis 1994 einen Haltepunkt namens Grüna-Kloster Zinna gab.